# Liga Francesa de Basquetebol (2.ª divisão)
A Ligue Nationale de Basket Pro B, conhecida também pela nomenclatura LNB ProB, é a competição organizada pela Liga Nacional de Basquete (em francês:  Ligue Nationale de Basket), orgão que gere a modalidade em nível profissional na França, e corresponde ao segundo escalão. 

## História

### Nomes da Liga
- 1932–1949: Honneur (Honra)
- 1950–1963: Excellence
- 1964–1987: Nationale 2 (Nacional 2)
- 1987–1992: Nationale 1B (Nacional 1B)
- 1992–1993: Nationale A2 (Nacional A2)
- 1993–2025: Nationale Pro B (Nacional Pro B)
- 2025-presente: Élite 2

## Formato
Todas as 18 equipes da ProB jogam entre si duas vezes na temporada regular. Os oito melhor classificados disputam os playoffs. Os campeões da Temporada Regular e dos playoffs são promovidos para a LNB Pro A (primeira divisão), ao mesmo tempo que as duas equipes com piores campanhas são rebaixadas para o terceiro nível, a Nationale Masculine 1 (NM1). 

### Clubes atuais (2021–22)
- Aix-Maurienne
- Alsace
- Antibes
- Blois
- Boulogne-sur-Mer
- Chalon
- Denain
- Évreux
- Lille
- Nancy
- Nantes
- Quimper
- Rouen
- Saint-Chamond
- Saint-Quentin
- Saint-Vallier
- Tours
- Vichy

## Campeões
| Honneur - 1932 : Saint-Charles Alfortville - 1933 : SS Nilvange - 1934 : CS Plaisance - 1935 : US Métro - 1936 : Racing CF - 1937 : Championnet Sports - 1938 : AS Cherbourg - 1939 à 1946 : Não houve competição - 1947 : UA Marseille - 1948 : AS Roanne - 1949 : Championnet Sports |  | Excellence - 1950 : ASC Est Paris - 1951 : Olympique d'Antibes - 1952 : Olympique de Marseille - 1953 : US Métro - 1954 : Racing CF - 1955 : Étoile de Mézières - 1957 : SA Lyon - 1958 : CO Billancourt - 1959 : Alsace de Bagnolet - 1960 : AS Denain Voltaire - 1961 : JSA Bordeaux - 1962 : SCM Le Mans - 1963 : Stade Français |  | Nationale 2 - 1964 : AS Denain Voltaire - 1965 : Caen BC - 1966 : Basket Club Montbrison - 1967 : ASPO Tours - 1968 : Olympique d'Antibes - 1969 : Paris UC - 1970 : Caen BC - 1971 : ABC Nantes - 1972 : JA Vichy - 1973 : AS Monaco - 1974 : Nice BC - 1975 : EB Orthez |  | - 1976 : RSC Valenciennes - 1977 : Racing CF - 1978 : Mulhouse BC - 1979 : Stade Français - 1980 : ESM Challans - 1981 : GSCM Roanne - 1982 : Nice BC - 1983 : CRO Lyon - 1984 : CA Saint-Etienne - 1985 : Racing CF - 1986 : Cholet Basket - 1987 : BCM Gravelines |  |  |

| Temporada                               | Campeão                                               | Promovidos                                            |
| --------------------------------------- | ----------------------------------------------------- | ----------------------------------------------------- |
| A Nationale 2 é renomeada como 1B       |                                                       |                                                       |
| 1988                                    | Montpellier PSC                                       | Montpellier PSC, Saint-Quentin BB, BCM Gravelines     |
| 1989                                    | Reims CB                                              | Reims CB, Chorale Roanne                              |
| 1990                                    | SCM Le Mans                                           | SCM Le Mans, JDA Dijon                                |
| 1991                                    | CRO Lyon                                              | CRO Lyon                                              |
| 1992                                    | Levallois SC                                          | Levallois SC, ESPE Châlons-en-Champagne               |
| A Nationale 1B é renomeada Nationale A2 |                                                       |                                                       |
| 1993                                    | ASA Sceaux                                            | ASA Sceaux                                            |
| A Nationale A2 é renomeada Pro B        |                                                       |                                                       |
| 1994                                    | SLUC Nancy                                            | SLUC Nancy, Strasbourg IG                             |
| 1995                                    | Besançon BCD                                          | Besançon BCD, ALM Évreux                              |
| 1996                                    | Toulouse Spacer's                                     | Élan sportif chalonnais                               |
| 1997                                    | Maurienne Savoie                                      | Toulouse Spacer's                                     |
| 1998                                    | Levallois SC (2)                                      | Levallois SC                                          |
| 1999                                    | Strasbourg IG                                         | Strasbourg IG, ESPE Châlons-en-Champagne              |
| 2000                                    | JL Bourg-en-Bresse                                    | JL Bourg-en-Bresse, STB Le Havre                      |
| 2001                                    | Limoges CSP                                           | Limoges CSP, Hyères Toulon VB                         |
| 2002                                    | JA Vichy                                              | JA Vichy, Chorale Roanne                              |
| 2003                                    | Reims CB (2)                                          | Reims CB, Besançon BCD                                |
| 2004                                    | Stade Clermontois                                     | Stade Clermontois, ESPE Châlons-en-Champagne          |
| 2005                                    | Étendard de Brest                                     | Étendard de Brest, SPO Rouen                          |
| 2006                                    | Entente Orléanaise                                    | Besançon BCD, Entente Orléanaise                      |
| 2007                                    | JA Vichy (2)                                          | JA Vichy                                              |
| 2008                                    | Besançon BCD (2)                                      | SPO Rouen, Besançon BCD                               |
| 2009                                    | Poitiers Basket 86                                    | Paris-Levallois, Poitiers Basket 86                   |
| 2010                                    | Élan béarnais Pau-Lacq-Orthez                         | Élan béarnais Pau-Lacq-Orthez, Limoges CSP            |
| 2011                                    | JSF Nanterre                                          | JSF Nanterre, JDA Dijon                               |
| 2012                                    | Limoges CSP                                           | Limoges CSP, Boulazac BD                              |
| 2013                                    | Sharks d'Antibes                                      | Sharks d'Antibes, Pau-Lacq-Orthez                     |
| 2014                                    | SOM Boulogne-sur-Mer                                  | SOM Boulogne-sur-mer, JL Bourg-en-Bresse              |
| 2015                                    | AS Monaco                                             | AS Monaco, Sharks d'Antibes                           |
| 2016                                    | Hyères-Toulon Var Basket                              | Hyères-Toulon Var Basket, ESSM Le Portel              |
| 2017                                    | JL Bourg-en-Bresse(2)                                 | Boulazac Basket Dordogne                              |
| 2018                                    | Blois                                                 | Provence Basket                                       |
| 2019                                    | Roanne                                                | Orleans                                               |
| 2020                                    | Temporada cancelada por causa da Pandemia de COVID-19 | Temporada cancelada por causa da Pandemia de COVID-19 |
| 2021                                    | For-sur-Mer                                           | Paris                                                 |
| 2022                                    | Nancy                                                 | Blois                                                 |
| 2023                                    | Saint Quentin                                         | Chalon-Saone                                          |
| 2024                                    | Boulazac                                              |                                                       |